# Sakar (Mali Zvornik)
Sakar (Mali Zvornik) (em cirílico: Сакар) é uma vila da Sérvia localizada no município de Mali Zvornik, pertencente ao distrito de Mačva, na região de Podrinje. A sua população era de 441 habitantes segundo o censo de 2011.

## Demografia
| 1948 | 1953 | 1961 | 1971 | 1981 | 1991 | 2002 | 2011 |
| ---- | ---- | ---- | ---- | ---- | ---- | ---- | ---- |
| 451  | 423  | 499  | 508  | 587  | 633  | 504  | 441  |